# Australobius auctus
Australobius auctus är en mångfotingart som beskrevs av Chamberlin 1944. Australobius auctus ingår i släktet Australobius och familjen stenkrypare. Inga underarter finns listade i Catalogue of Life.